# Алексеевская соединительная линия
Алексе́евская соедини́тельная ли́ния — железнодорожная линия в Москве, соединяющая некоторые радиальные направления Московского железнодорожного узла и используемая для транзитного движения поездов между ними.
Проходит по Центральному, Северо-Восточному, границе между Центральным и Северным административными округами Москвы. Относится к Московской железной дороге (Московско-Смоленский и Московско-Курский регионы, граница по бывшему Алексеевскому посту, находящемуся ныне в границах станции Москва-Рижская).
Включает:
- двухпутную электрифицированную линию длиной 11 км от Белорусского до Курского вокзала с четырьмя промежуточными остановочными пунктами (с запада на восток): Савёловская, Москва-Станколит (в расписаниях ЦППК — Станколит[1]), Рижская, Каланчёвская,
- ответвление на Савёловское направление через платформы Савёловского вокзала при движении от Белорусского вокзала,
- ответвление на Рижское направление при движении от Рижской,
- ответвление на Ленинградское направление при движении от Рижской.

Участок линии между остановками Москва-Станколит и Рижская находится в границах станции Москва-Рижская (в том числе развязка с Рижским направлением и бывший пост Алексеевский). Участок с ответвлением на Савёловское направление находится в границах станции Москва-Бутырская.
По линии есть пригородное пассажирское движение:
- со Смоленского на Савёловское направление (МЦД-1),
- с Рижского на Курское направление (МЦД-2).
- со Смоленского направления на Нижегородское (МЦД-4) с 9 сентября 2023 года

Также линия используется:
- высокоскоростным поездом «Сапсан» при следовании из Санкт-Петербурга в Нижний Новгород и обратно.

Ранее линию также использовали:
- пригородные пассажирские электропоезда со Смоленского на Курское направление,
- один пригородный пассажирский электропоезд-экспресс с Горьковского направления до Каланчёвской,
- поезда дальнего следования с Ленинградского на Курское направления (из Санкт-Петербурга и Мурманска в направлении Кавказа и Крыма, поезд № 601/602 Рыбинск — Москва)[2],
- поезда дальнего следования с Ленинградского на Горьковское направление (из Санкт-Петербурга в Нижний Новгород и далее)[2],
- поезда дальнего следования со Смоленского на Горьковское направление (из Минска и Бреста в Новосибирск, ранее — вплоть до Иркутска),
- поезд дальнего следования 109С сообщением Москва-Анапа (с пригородной платформы Белорусского вокзала на Курское направление).
- Часть рейсов Аэроэкспресса Москва-Смоленская — Аэропорт Домодедово летом 2008 года.

Пригородное сообщение обслуживается поездами депо ТЧПРИГ-14 Лобня и ТЧПРИГ-3 Перерва.

## История
Алексеевская соединительная линия изначально соединяла старый Нижегородский вокзал с Николаевской железной дорогой, к открытию Московско-Смоленской железной дороги в 1870 году была продлена до Смоленского вокзала.
В 90-х годах XIX века построена ветка, позволившая напрямую соединить Смоленский вокзал с линией из Санкт-Петербурга (Царская ветка).
В 1896 году на месте у нынешней платформы Каланчёвская было построено здание Императорского железнодорожного павильона для предполагавшегося приёма коронационного поезда Николая II.
В 1981 году первый путь Савёловского вокзала продлён на Алексеевскую линию к Белорусскому направлению, организовано транзитное движение пригородных поездов между Белорусским и Савёловским направлениями (транзитное движение дальних поездов существовало и до этого). В 2011 году рядом построены ещё один путь и платформа для двухпутного движения Аэроэкспресса и пригородных поездов.
В ноябре 2019 года было закрыто пригородное движение через платформы Савёловская и Станколит. Движение поездов дальнего следования продолжалось до введения ограничений, связанных с распространением COVID-19 в России, однако после их отмены маршруты ранее проходивших через этот участок дальних поездов не будут включать в себя Алексеевскую соединительную ветвь — они пойдут через Восточный вокзал; маршруты поездов белорусского формирования после снятия ограничений будут вынесены на линии Смоленск — Тупик — Плеханово и Тула — Сызрань.
В ноябре 2019 года участок от Белорусского до Савёловского вокзала был включён в маршрут МЦД-1, а от Рижского до Курского — в МЦД-2.

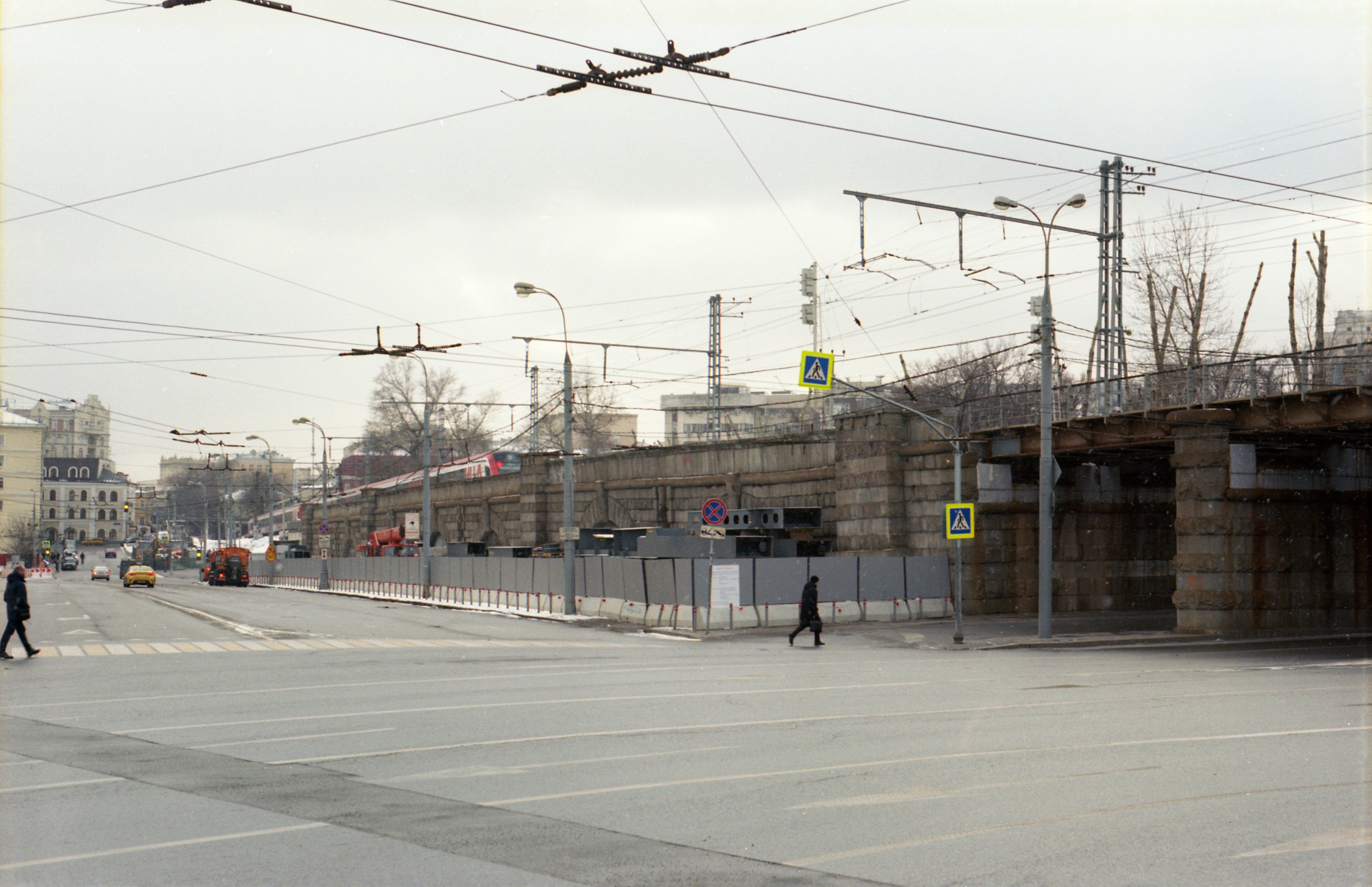
Начало строительства эстакады для 3 и 4 пути на Комсомольской площади. Вид на каменный путепровод будет ею закрыт. (февраль 2020)

### Развитие

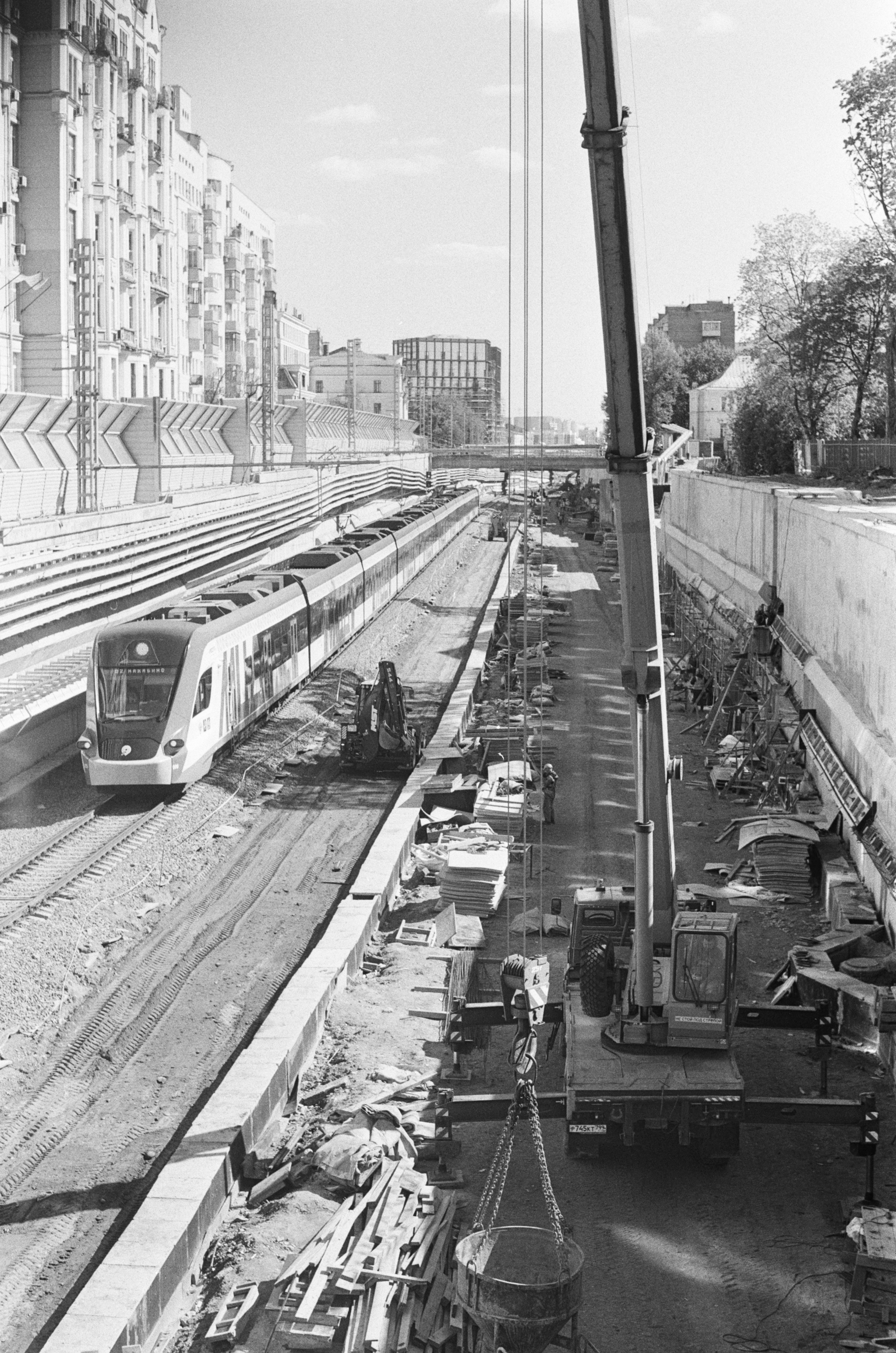
Строительство путей для линии D4 между Каланчёвской и Курской (май 2022)

В феврале 2020 года началось строительство путепровода для 3 и 4 пути на Комсомольской площади для реализации проекта МЦД-4. В дальнейшем возможно в состав Алексеевской Соединительной Линии войдут станции "Курский вокзал" и "Серп и Молот" четвёртого диаметра(МЦД-4). А для Горьковского направления возможно новой точкой старта станет уже станция "Нижегородская", которая в будущем возможно станет отдельным - Нижегородским вокзалом.

### Развязки
Все пересечения с московскими улицами проходят в разных уровнях.
Алексеевская соединительная линия пересекается с (по порядку от Курского вокзала):
- Улицей Казакова — Казаковский путепровод
- Старая Басманная улица — Старобасманный путепровод[6]
- Новая Басманная улица — Новобасманный путепровод[7]
- Каланчёвской улицей вкупе с Комсомольской площадью — Каланчёвский путепровод[8]
- ТТК — Рижская эстакада
- Шереметьевской улицей — Шереметьевский путепровод
- улицей Двинцев/Складочной улицей
- Дмитровским шоссе/ТТК — Савёловская эстакада
- 1-й Тверской-Ямской улицей/Ленинградским проспектом — Тверской путепровод

Также имеется пешеходный мост, соединяющий Басманный и Хомутовский тупики.